# Канастеро чорнохвостий
Канасте́ро чорнохвостий (Pseudasthenes humicola) — вид горобцеподібних птахів родини горнерових (Furnariidae). Ендемік Чилі.

## Опис
Довжина птаха становить 14-15 см, вага 18-24 г. Верхня частина тіла коричнева, над очима білі "брови". Горло біле, поцятковане чорними плямками, груди світло-сірі, поцятковані вузькими білими смужками. Боки охристі або жовтувато-коричневі.

## Підвиди
Виділяють три підвиди:
- P. h. goodalli (Marin, Kiff & Peña, 1989) — північ Чилі (південний захід Антофагасти);
- P. h. humicola (Kittlitz, 1830) — північ центрального Чилі (від Атаками до Мауле), можливо, також в Аргентині (північна Мендоса);
- P. h. polysticta (Hellmayr, 1925) — південь центрального Чилі (південь Мауле, Біобіо і Арауканія).

## Поширення і екологія
Чорнохвості канастеро мешкають на півночі і в центрі Чилі, можливо. також в сусідніх районах Аргентини. Вони живуть в сухих чагарникових і високогірних заростях. Зустрічаються на висоті до 1200 м над рівнем моря.